# Coutoubeinae
Coutoubeinae es una subtribu de plantas con flores perteneciente a la familia de las gentianáceas. El género tipo es:  Coutoubea Aubl.

## Géneros
- Coutoubea Aubl.
- Deianira Cham. & Schltdl.
- Schultesia Mart.
- Symphyllophyton Gilg
- Xestaea Griseb. ~ Schultesia Mart.